# Gmina Ledøje-Smørum
Gmina Ledøje-Smørum (duń. Ledøje-Smørum Kommune) – istniejąca w latach 1970–2006 gmina Danii w okręgu Kopenhagi (Københavns Amt). Siedzibą władz gminy było Smørum. Gmina Ledøje-Smørum została utworzona 1 kwietnia 1970 na mocy reformy podziału administracyjnego Danii. Po kolejnej reformie w roku 2007 weszła w skład gminy Egedal.

## Dane liczbowe
- Liczba ludności: (♀ 5270 + ♂ 5255) = 10 525
  - wiek 0–6: 10,0%
  - wiek 7–16: 16,4%
  - wiek 17–66: 66,5%
  - wiek 67+: 7,0%
- zagęszczenie ludności: 339,5 osób/km²
- bezrobocie: 2,5% osób w wieku 17–66 lat
- cudzoziemcy z UE, Skandynawii i USA: 150 na 10 000 osób
- cudzoziemcy z krajów Trzeciego Świata: 193 na 10 000 osób
- liczba szkół podstawowych: 3 (liczba klas: 73)